# Trichophallus
Trichophallus is een geslacht van rechtvleugeligen uit de familie sabelsprinkhanen (Tettigoniidae). De wetenschappelijke naam van dit geslacht is voor het eerst geldig gepubliceerd in 1998 door Ingrisch.

## Soorten
Het geslacht Trichophallus omvat de volgende soorten:
- Trichophallus borneensis Ingrisch, 1998
- Trichophallus concolor Redtenbacher, 1891
- Trichophallus gracilis Karny, 1907
- Trichophallus tricuspis Naskrecki & Rentz, 2010